# Marie Rée
Marie Rée, 1835, död 1900, var en dansk redaktör och tidningsutgivare. Hon utgav Aalborg Stiftstidende från 1868. 
Hon gifte sig med Bernhard Rée 1852 och övertog tidningen efter hans död 1868 i kompanjonskap med Jensine Borch, och efter dennas död 1872 skötte hon tidningen ensam. Tidningen var under hennes tid en viktig röst i den politiska debatten genom hennes stöd för Venstre (Danmark) och kvinnlig rösträtt. 